# Манохин, Игорь Викторович
Игорь Викторович Манохин (род. 6 декабря 1962, Челябинск) — кандидат исторических наук, полковник. Исполняющий обязанности ректора МГЛУ с 5 февраля 2016 года по 30 января 2017 года.

## Биография
Родился в 1962 году в Челябинске.
В 1981—2008 годах служил в рядах Вооруженных Сил.
В 1986 году окончил Свердловское высшее военно-политическое танко-артиллерийское училище.
В 1995 году с отличием окончил Военный университет МО РФ по специальности преподаватель психологии.
В 1998—2008 годах — декан факультета зарубежной военной информации Военного университета МО РФ. Факультет был вновь создан в августе 2000 года, он готовит специалистов для Главного управления Генерального штаба ВС РФ по квалификации «лингвист-переводчик» со знанием двух иностранных языков по специализациям «Организация зарубежной военной информации и коммуникации», «Добывание и обработка зарубежной военной информации» и «Анализ зарубежной военной информации». В настоящее время курсанты факультета изучают 27 иностранных языков.
В 2003 году в Московском городском институте юриспруденции под научным руководством доктора исторических наук, профессора В. В. Гаврищука успешно защитил диссертацию на соискание учёной степени кандидата исторических наук по теме «Вооружённые формирования на территории Сибири в период гражданской войны и военной интервенции: историография и источниковедение проблемы». По сведениям проекта Диссернет, эта работа является стопроцентным плагиатом докторской диссертации Виталия Николаевича Воронова по теме «Вооружённые формирования на территории Сибири в период гражданской войны и военной интервенции в 1917—1922 гг.», защищённой в 1999 году в Военном университете:

Тут налицо все-таки довольно редкий случай. На диссернетовском внутреннем жаргоне такое называется «карбункул»: это когда диссертация сдута целиком, от первой до последней буквы, с одного источника. В сущности, это значит, что человек просто взял чужую работу, приклеил к ней титульный лист со своим именем и сдал, как будто свою.
— Сергей Пархоменко
С 2008 года — проректор по учебной работе в Московском государственном лингвистическом университете, уволен в 2015 году.
С 5 февраля 2016 года назначен министром образования Дмитрием Ливановым исполняющим обязанности ректора Московского государственного лингвистического университета. Бывший ректор МГЛУ Ирина Халеева была уволена с поста ректора в связи с достижением предельного возраста.
С 1 февраля 2017 года уволен с должности исполняющего обязанности ректора Московского государственного лингвистического университета.